# Ictaluride
Familia ictaluride (Ictaluridae) sau ameiuride (Ameiuridae), somnii nord-americani, cuprinde pești de apă dulce din America de Nord (din sudul Canadei până în Guatemala) de talie mică. Unele specii au fost introduse în Europa. Lungimea maximă de 1,6 m, atinsă la Ictalurus furcatus și Pylodictis olivaris.
Gura lor este prevăzută cu 4 perechi de mustăți. Pielea goală, fără solzi. Spre deosebire de siluride care n-au înotătoare adipoasă și au o înotătoare anală foarte lungă, ictaluridele au o înotătoarea adipoasă după înotătoarea dorsală, iar cea anală este scurtă. Înotătoarea dorsală (cu excepția Prietella) și cea pectorală sunt înzestrate cu un spin. Înotătoarea dorsală, de obicei, cu șase raze moi. Palatul fără dinți cu excepția Astephus fosil.
Patru specii de somni nord americani sunt oarbe (fără ochi): două (Satan și Trogloglanis) din puțurile arteziene adânci și șanțurile asociate lângă San Antonio, Texas, și două (Prietella) din nord-estul Mexicului.
Familia ictaluride cuprinde 7 genuri, cu un total de aproximativ 46 de specii (inclusiv unul recent dispărut).
1. Ameiurus (7 specii)
2. Ictalurus (9 specii, dintre care cinci apar doar în Mexic și Guatemala)
3. Noturus (25 specii, inclusiv o specie recent dispărută, Noturus flavus și alte specii posedă o glanda veninoasă la baza spinului pectoral)
4. Prietella (2 specii)
5. Pylodictis (1 specie)
6. Satan (1 specie)
7. Trogloglanis (1 specie)

În apele din România trăiesc 3 specii: 
1. Ameiurus nebulosus  – somn pitic
2. Ameiurus melas  – somn negru
3. Ictalurus punctatus  – Somnul de canal, Peștele pisică, Peștele pisică de canal